# 佐藤敬 (教育者)
佐藤 敬（さとう けい）は、日本の教育者。宮城県教育委員会教育長。

## 来歴
- 宮城県出身
- 1953年 - 宮城県築館高等学校卒業。
- 1957年 - 東北大学卒業。
- 1965年 - 宮城県泉高等学校　教諭。
- 1973年 - 宮城県泉松陵高等学校　教諭。
- 1977年 - 宮城県教育庁指導課　指導主事。
- 1982年 - 宮城県教育庁学務課　管理主事。
- 1983年 - 宮城県教育庁学務課　主任管理主事。
- 1985年 - 宮城県志津川高等学校　校長。
- 1986年 - 宮城県教育庁学務課長。
- 1993年 - 宮城県教育委員会教育次長。
- 1995年 - 宮城県教育委員会教育長。